# Мартін Гінріх Ліхтенштайн
Мартін Гінріх Ліхтенштайн (нім. Martin Hinrich Carl Lichtenstein; 10 січня 1780, Гамбург — 2 вересня 1857, в морі між Корсером і Кілем) — німецький лікар, дослідник і зоолог, перший директор Берлінського зоопарку. 

## Життя
Вивчав медицину в Єнському й Хельмштедтському університетах; у 1802 році став доктором медицини. У 1802—1806 роках подорожує по Південній Африці, й стає особистим лікарем губернатора мису Доброї Надії. У 1810 році він заснував зоологічний музей у Берліні. У 1811 стає першим професором на кафедрі зоології Гумбольдтського університету Берліна, ректором якого він обирався у 1820/21, 1826/27 і 1840/41 роках. У 1813 році він став директором музею природної історії в Берліні, з 1813 по 1857 був членом Королівської Пруської Академії Наук. Став членом Геттінгенської академії наук. Ліхтенштайн був ініціатором і першим директором Берлінського зоопарку.

## Вшанування пам'яті
У герпетології він описав багато нових видів земноводних та плазунів.
Види, названі Ліхтенштайном: Королівський папуга (Alisterus scapularis), Рябок рудоголовий (Pterocles coronatus), та Жаб'яча гадюка ромбічна (Causus rhombeatus).
У 1826 році ботаніки Адельберт фон Шаміссо та Дідеріх Франц Леонард фон Шлехтендаль описали рід покритонасінних з Південної Африки, родини Apiaceae як Lichtensteinia на його честь.
У 1856 році Йоган Якоб Кауп назвав морського коника Hippocampus lichtensteinii на його честь.
На честь науковця також названо види: Alcelaphus lichtensteinii, Pterocles lichtensteinii, Causus lichtensteinii та Eremodipus lichtensteini.

## Праці
- Reisen im südlichen Afrika. 1803—1806. Mit einer Einführung von Wahrhold Drascher. 1811. 2 Bände (Neudruck: Brockhaus Antiquarium, Stuttgart 1967)
- Reisen im südlichen Afrika. 1810[6]
- Nachrichten von Teneriffa. Ein Fragment aus dem Tagebuche des Hrn. Dr. Lichtenstein auf der Reise von Amsterdam nach dem Vorgebirge der guten Hofnung 1802. Industrie-Comptoirs, Weimar 1806
- Über die Beetjuanas. Als Nachtrag und Berichtigung zu Barrows Auszug aus Trüters Tagebuch einer Reise zu den Buschwanas. Vom Hrn. Dr. Hinrich Lichtenstein. Industrie-Comptoirs, Weimar 1807
- Darstellung neuer oder wenig bekannter Säugethiere in Abbildungen und Beschreibungen von 65 Arten auf 50 colorirten Steindrucktafeln, nach den Originalen des Zoologischen Museums der Universität Berlin. Lüderitz, Berlin 1827/34.
- Zur Geschichte der Sing-Akademie in Berlin. Nebst einer Nachricht über das Fest am funfzigsten Jahrestage Ihrer Stiftung und einem alphabetischen Verzeichniss aller Personen, die ihr als Mitglieder angehört haben. Verlag Trautwein, Berlin 1843.